# 바람아 안개를 걷어가다오
《바람아 안개를 걷어가다오》는 2021년에 개봉한 대한민국의 영화이다.

## 캐스팅
- 김혜정
- 신정웅
- 노윤정